# Petrivske (Horohove), Kaharlîk
Petrivske (în ucraineană Петрівське) este un sat în comuna Horohove din raionul Kaharlîk, regiunea Kiev, Ucraina.

## Demografie
Componența lingvistică a localității Petrivske
     Ucraineană (97,1%)
     Rusă (1,45%)
     Română (1,45%)
Conform recensământului din 2001, majoritatea populației localității Petrivske era vorbitoare de ucraineană (97,1%), existând în minoritate și vorbitori de rusă (1,45%) și română (1,45%).